# Zerco
Zerco hoặc Zercon (410/420 ở Mauretania - nửa sau thế kỷ thứ 5 ở Constantinopolis?) là chú lùn người Moor và là kẻ pha trò của magistri militum Aspar và Aetius cùng mấy vị vua người Hung là Bleda và Attila.

## Tiểu sử
Năm 432, vị tướng Aspar của Đông La Mã được hoàng đế Theodosius II cử đến Bắc Phi nhằm trợ giúp thống đốc Giáo khu châu Phi Bonifacius đánh dẹp người Vandal, mà trước đây ông từng triệu tập làm lính đánh thuê khi nuôi ý định tạo phản chống đối hoàng đế; tại đây Aspar đã bỏ tiền ra mua một người lùn xứ Moor tên Zerco làm chú hề cho riêng mình.
Năm 442, người Hung lợi dụng quân Đông La Mã đang điều động lực lượng thảo phạt dân Vandal, đã đem quân xâm chiếm xứ Thracia, viện cớ rằng giám mục Margus đã xúc phạm khu mộ hoàng tộc Hung. Triều đình bèn cử Aspar đi đàm phán nhưng ông này đã bỏ trốn trước khi khởi hành. Zerco về sau bị người Hung bắt làm tù binh và trở thành chú hề phục vụ riêng vua Bleda. Zerco luôn đồng hành cùng Bleda đến nỗi nhà vua làm cả một bộ giáp đặc biệt tặng cho anh ta. Có một lần Zerco nhân cơ hội lính canh sơ hở bèn bỏ trốn cùng với những tù nhân khác. Bleda để đám tù nhân này đi nhưng cố đưa Zerco quay trở lại. Khi vặn hỏi về lý do chạy trốn thì Zerco nói với Bleda rằng anh ta muốn tìm vợ, vì vậy Bleda đành đem một trong những cô cung nữ của vương hậu gả cho anh ta. Khoảng năm 445, Bleda qua đời. Zerco được Attila tiếp nhận dù chẳng thích chú hề này chút nào, tỏ ra ghê tởm hoặc có thể sợ hãi khi nhìn thấy anh ta.
Một thời gian sau, viên thư ký của Attila là Constantius bị đóng đinh vì đã dám chiếm đoạt kho báu của thành Sirmium, mà giám mục thành phố đã trao cho ông ta để làm tiền chuộc cư dân bị bắt trong cuộc xâm chiếm Thracia. Kho báu này được bán lại cho chủ ngân hàng La Mã Silvanus. Attila đòi phải bồi thường thỏa đáng. Aetius liền cử đoàn sứ thần sang chỗ Attila thanh mình là mình không chiếm được kho báu này từ tay Silvanus; thay vào đó, một khoản bồi thường bằng tiền được chấp thuận. Nhân dịp này, Aetius đã phái một người đàn ông khác cũng gọi là Constantius đến bên cạnh Attila nhận chức thư ký nói tiếng Latinh mới. Có lẽ vào lúc này, Attila đã mang tặng Zerco cho Aetius làm quà tiêu khiển. Aetius là nguồn gốc cuối cùng trong sự thăng trầm của Zerco, vì chính Aetius mới là kẻ xúi giục Boniface dấy loạn, gây mất lòng tin giữa ông này và nữ hoàng Galla Placidia. Ít lâu sau thì Aetius đã trao lại Zerco cho người chủ ban đầu là Aspar.
Năm 449, Edeko, cố vấn của Attila và là người cha tương lai của Odoacer, đã thuyết phục Zerco quay trở lại triều đình của Attila và vợ mình. Vào lúc đó, một đoàn sứ giả Tây La Mã, do Romulus (ông ngoại của hoàng đế Tây La Mã cuối cùng Romulus Augustulus), Protromus và Romanus dẫn đầu và đoàn sứ giả Đông La Mã dưới sự lãnh đạo của nhà sử học Priscus và Massiminus đang đến thăm triều đình của Attila. Tuy vậy, lời thỉnh cầu của Zerco để cùng họ trở về bên cạnh Attila đã bị Aspar từ chối thẳng thừng.
Priscus có lần mô tả Zerco thuộc chủng tộc Moor; vì sự dị dạng của cơ thể, nói ngọng và ngoại hình của mình, anh ta là nguồn gây cười. Zerco thấp bé, có bướu ở vai, bàn chân vẹo và chiếc mũi tẹt chỉ lộ ra hai lỗ mũi.
Không ai hay biết gì về số phận của Zerco, mặc dù anh hề này có thể đã dành những năm tháng cuối đời mình lưu lại Constantinopolis.

## Ảnh hưởng văn hóa
- Zerco là nhân vật chính trong nhạc phẩm SDSS1416+13B (Zercon, A Flagpole Sitter) của ca sĩ kiêm nhạc sĩ Scott Walker. Bài hát dài 21 phút xuất hiện trong album Bish Bosch năm 2012 của ông và bám theo những nỗ lực của gã hề nhằm thoát khỏi sự tàn ác của triều đình Attila bằng cách đi lên xuyên suốt lịch sử, cuối cùng trở thành ngôi sao lùn nâu tiêu biểu và chết cóng.[2]
- Zerco xuất hiện trong cuốn tiểu thuyết Nô lệ người Hung của Géza Gárdonyi.
- Zerco được Mick Walter khắc họa trong bộ phim tài liệu dài tập của BBC nói về Anh hùng và Kẻ phản diện.